# ドイツ海軍 (国防軍)
ドイツ海軍（ドイツかいぐん、ドイツ語: Kriegsmarine〈クリークスマリーネ〉、略称: KM）は、1935年から1945年まで存在したドイツ国防軍（Wehrmacht）の海軍である。

## 名称
国防軍の海軍は「クリークスマリーネ」（Kriegsmarine、戦争海軍）と呼ばれた。「クリーク」（krieg）は「戦争」の意味である（例えば世界大戦はWeltkrieg）。
元来、「クリークスマリーネ」は海軍を意味する日常的な呼称であった。ドイツ語で民間の商船隊を「ハンデルスマリーネ」（Handelsmarine）と呼ぶため、軍事作戦を担う海軍（マリーネ）を商船隊と区別してこう呼んだ。
国防軍の創設に伴い「クリークスマリーネ」が正式名称となった。

## 歴史

### 前史
第一次世界大戦の敗戦を経て、ヴェルサイユ条約の下にドイツ海軍は縮小を余儀なくされた。またルートヴィヒ・フォン・ロイター提督によって敢行されたスカパ・フロー自沈に対する報復措置として、Uボートを含むわずかな残存艦艇および海軍施設の大半が戦勝国によって接収された。このため、旧ドイツ帝国陸海軍を再編したヴァイマル共和国軍における海軍 (de:Reichsmarine)が保有する艦艇は、戦前に建造された旧式艦や小型艇が大半であり、新しい艦艇もヴェルサイユ条約の禁止規定にあわせて建造中のドイッチュラント級装甲艦にとどまった。また、艦艇の総排水量と共に兵力も厳しく制限されていた。

### 再軍備宣言
1933年に政権を奪取したアドルフ・ヒトラーは、1935年に再軍備を宣言し、その三ヶ月後にイギリスと英独海軍協定を締結した。これにより潜水艦を除いたドイツ海軍は対英比率35%（42万595トン）を合法的に拡張する事が許された上、船体サイズもワシントン海軍軍縮条約に準じた戦艦35,000トン、重巡洋艦10,000トンまで拡大された。これを受け、海軍の拡張計画も開始される。しかし、フランス海軍の増強（超弩級戦艦ダンケルク級である）を察知したため、D級装甲艦シャルンホルスト級の改設計を行ない、同年にシャルンホルスト級2隻の建造が再開され、翌年にはビスマルク級2隻も起工される。この時期のドイツ海軍はZ計画に基づき、大規模な水上艦隊の建設をおこなう予定であった。1939年という早い時期に対英開戦となったため、これらの艦艇の建造は遅れるか別の艦の素材に転用された。

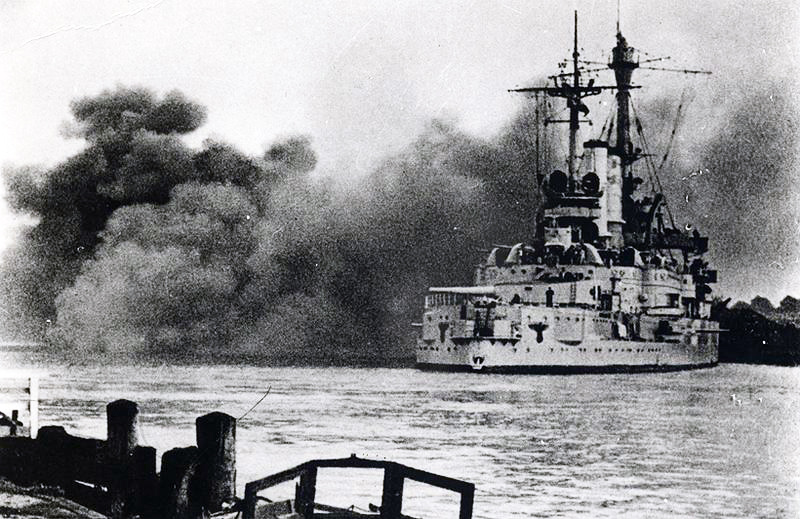
戦艦「シュレスヴィヒ・ホルシュタイン」（開戦劈頭、ダンツィヒのポーランド軍を砲撃せり）
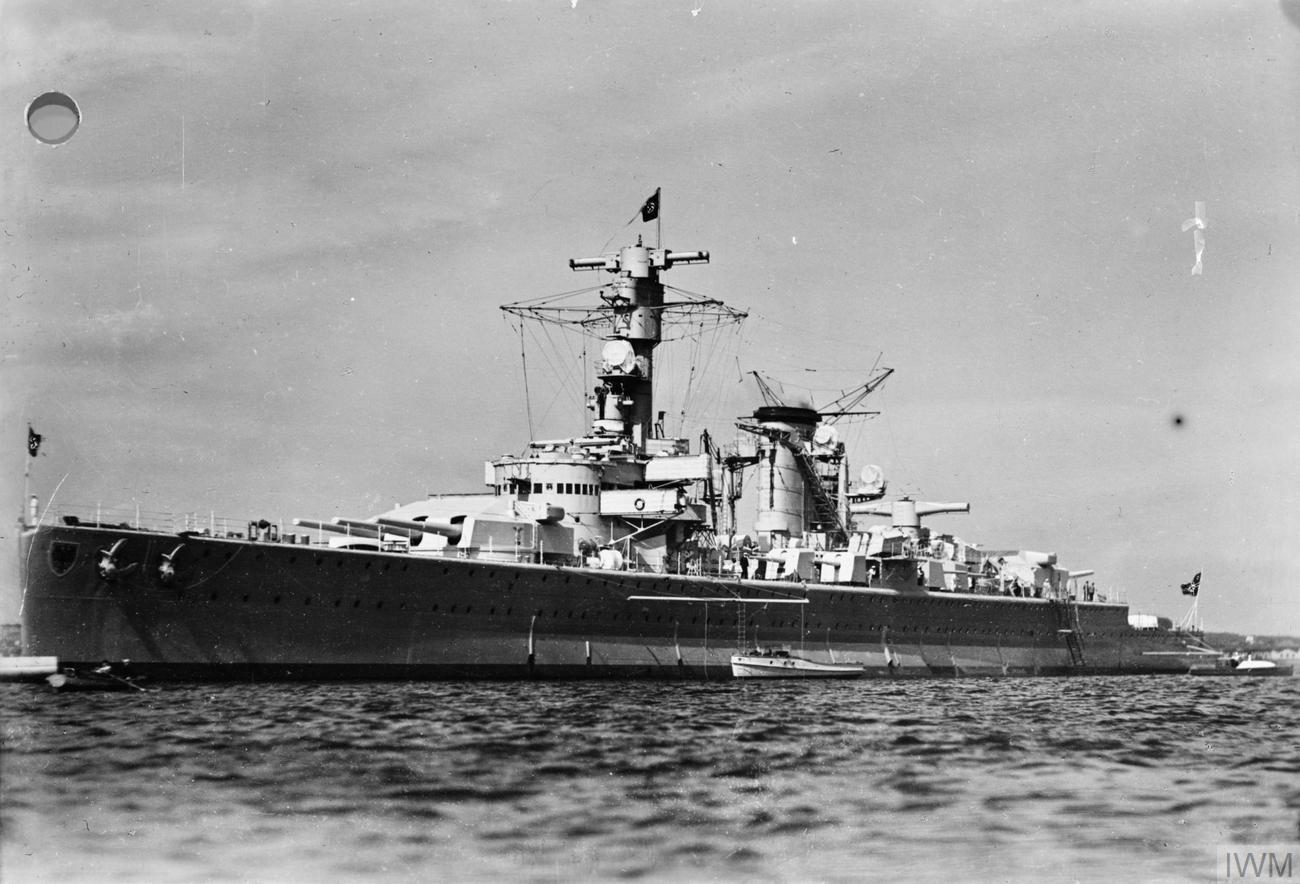
装甲艦「ドイッチュラント」
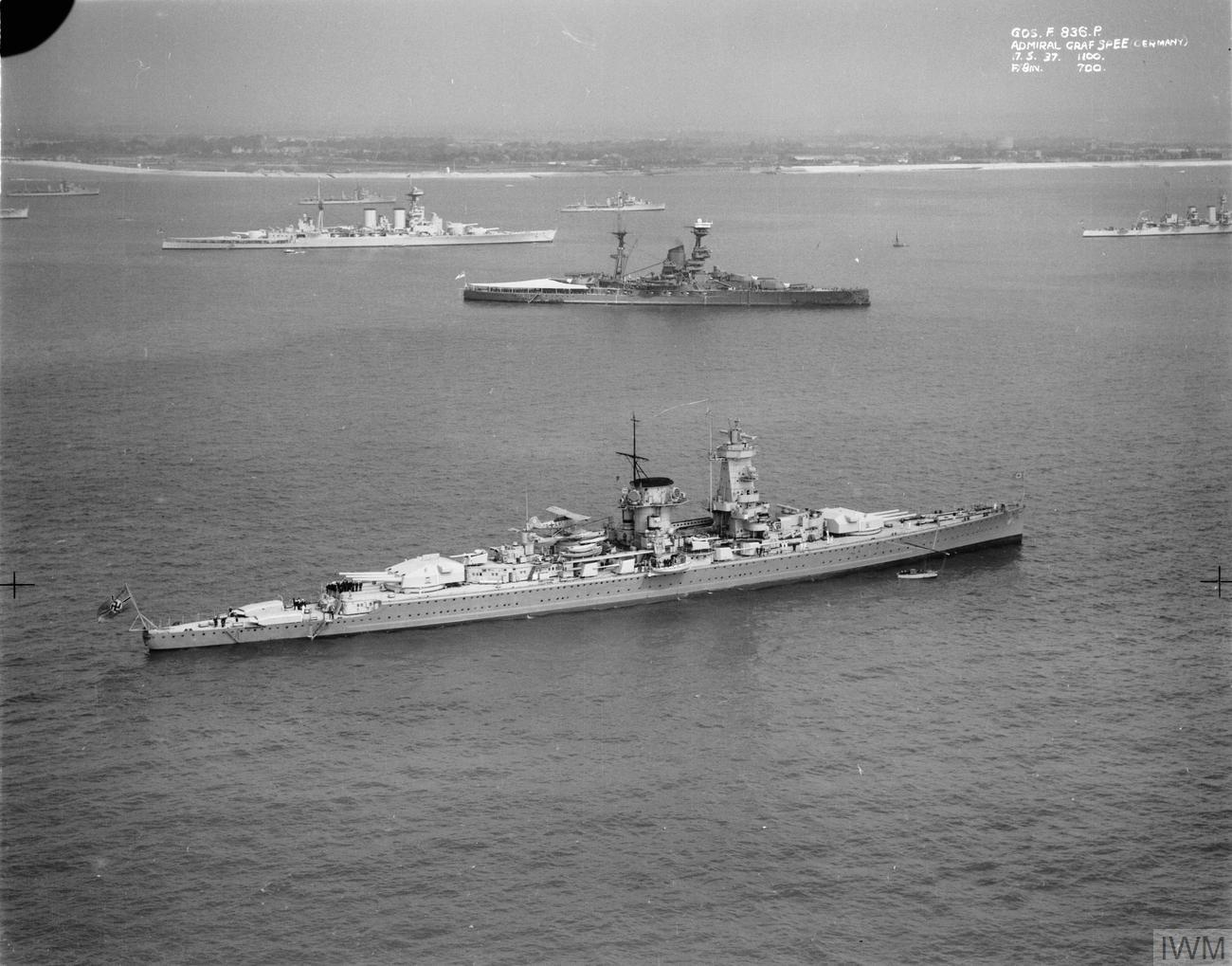
装甲艦「アドミラル・グラーフ・シュペー」（ジョージ六世記念観艦式にて）
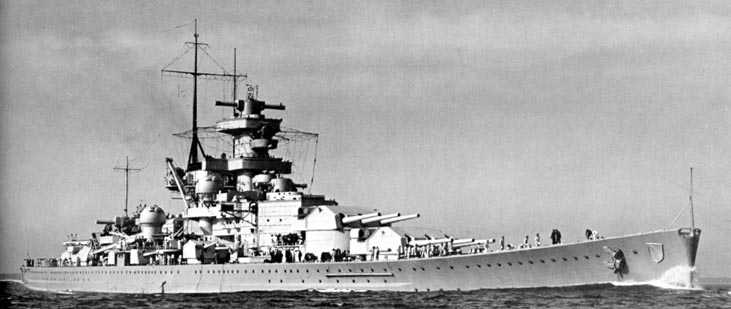
戦艦「シャルンホルスト」
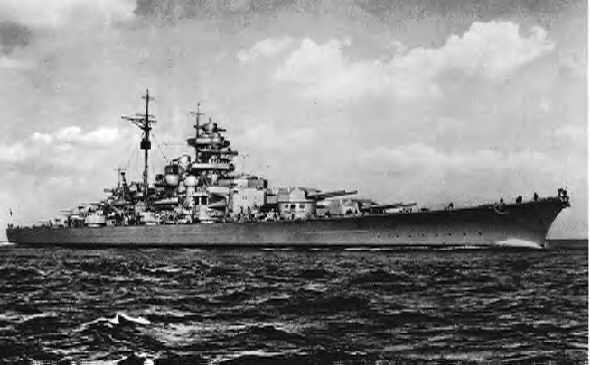
戦艦「ビスマルク」
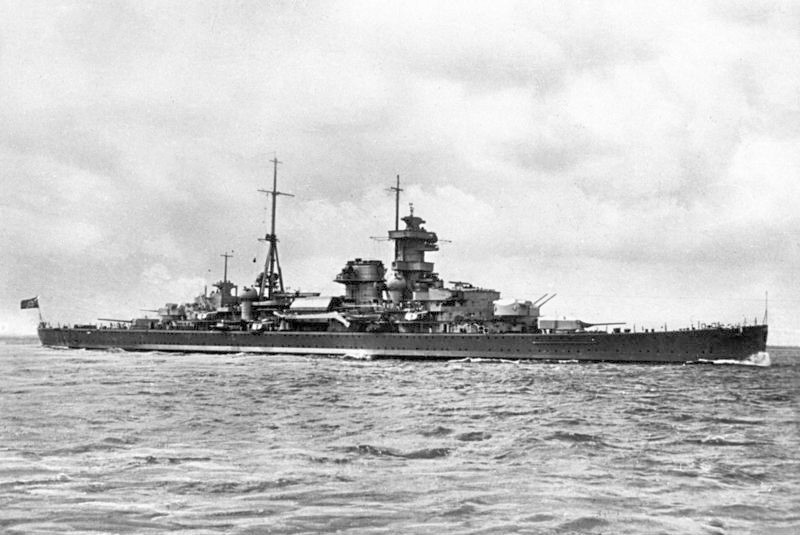
重巡洋艦「アドミラル・ヒッパー」
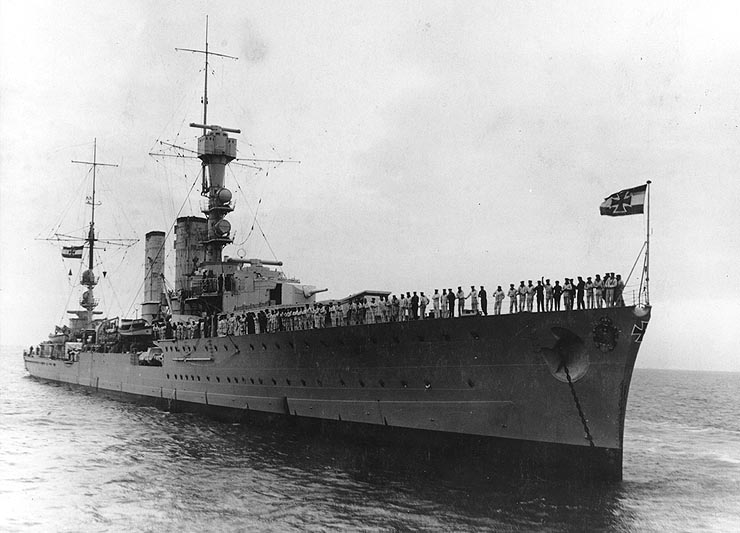
軽巡洋艦「エムデン」
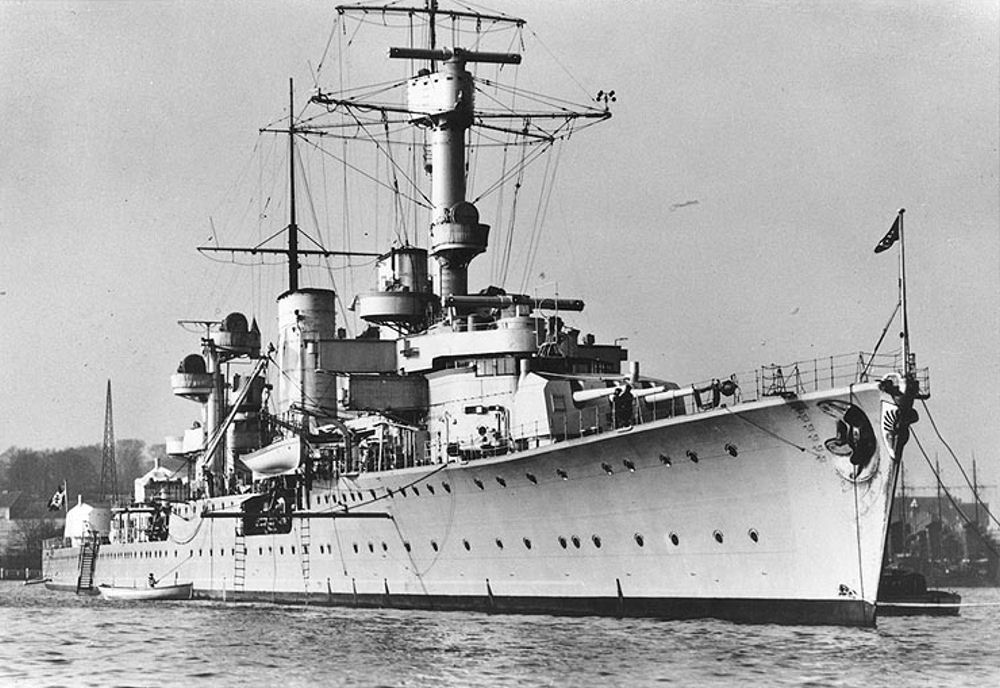
軽巡洋艦「ケーニヒスベルク」
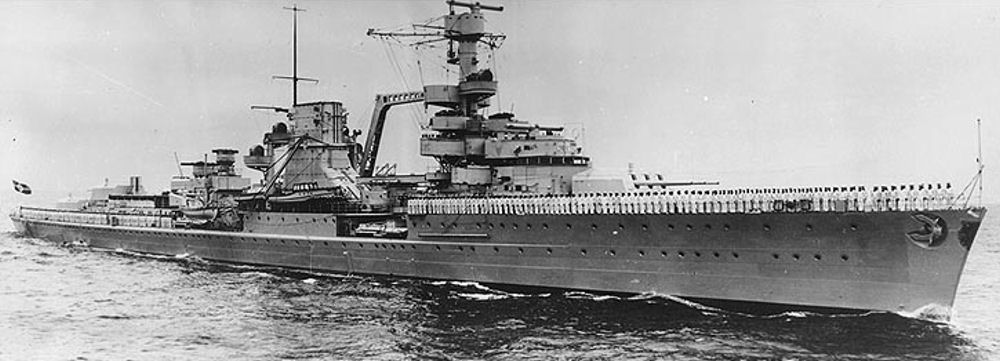
軽巡洋艦「ライプツィヒ」
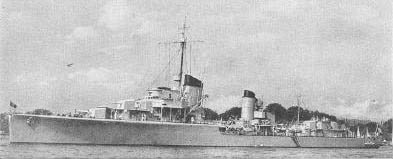
駆逐艦「レーベレヒト・マース」
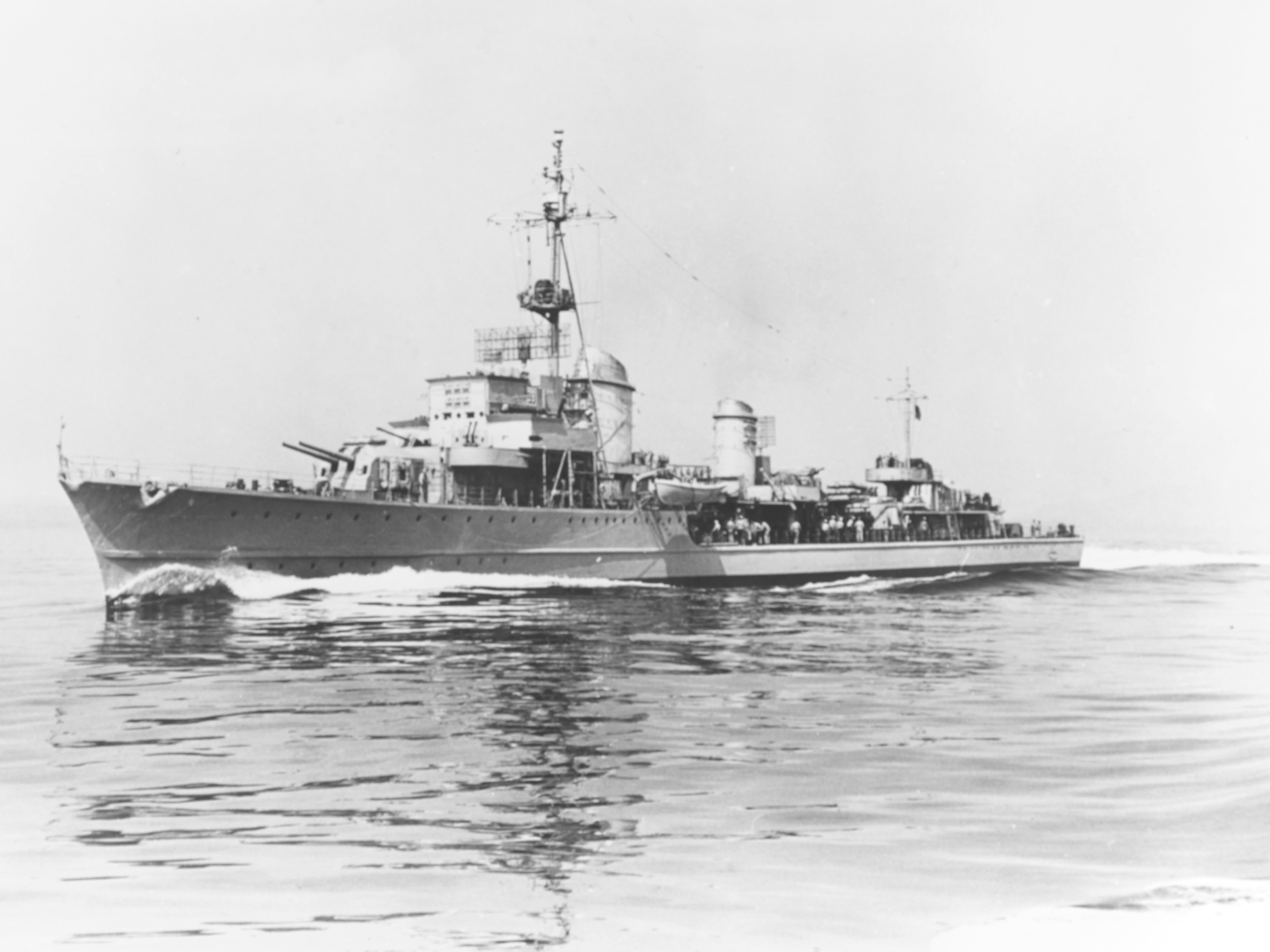
駆逐艦「Z39」
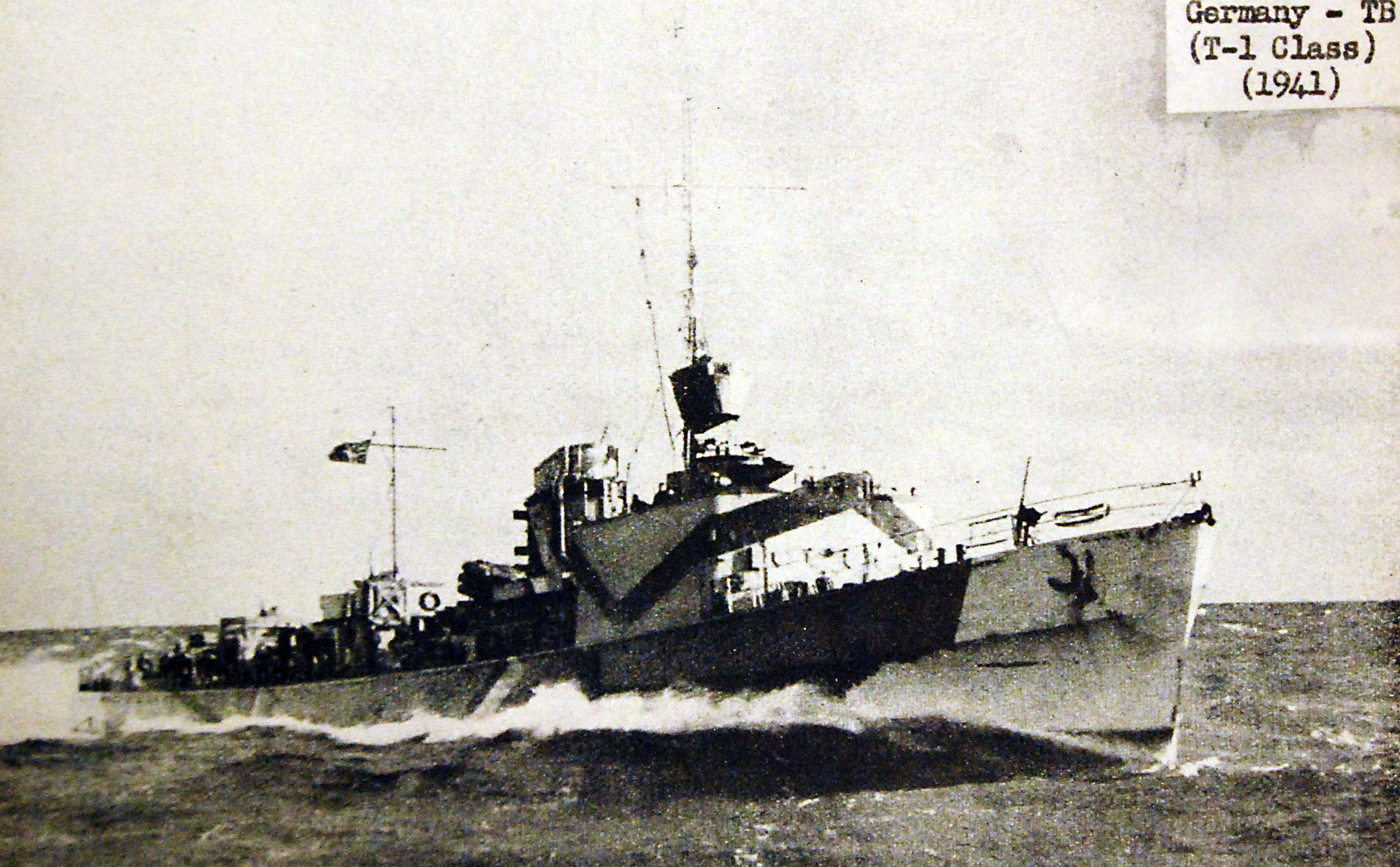
T1型水雷艇（1935年型水雷艇）
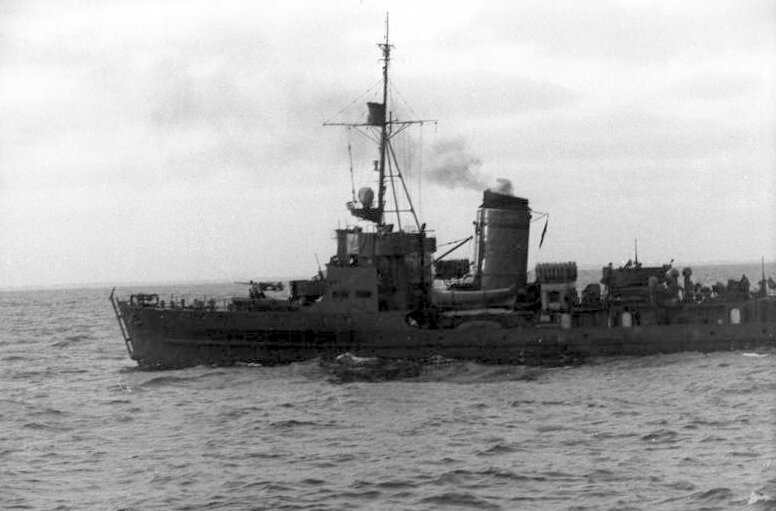
M1940年型掃海艇

### 第二次世界大戦

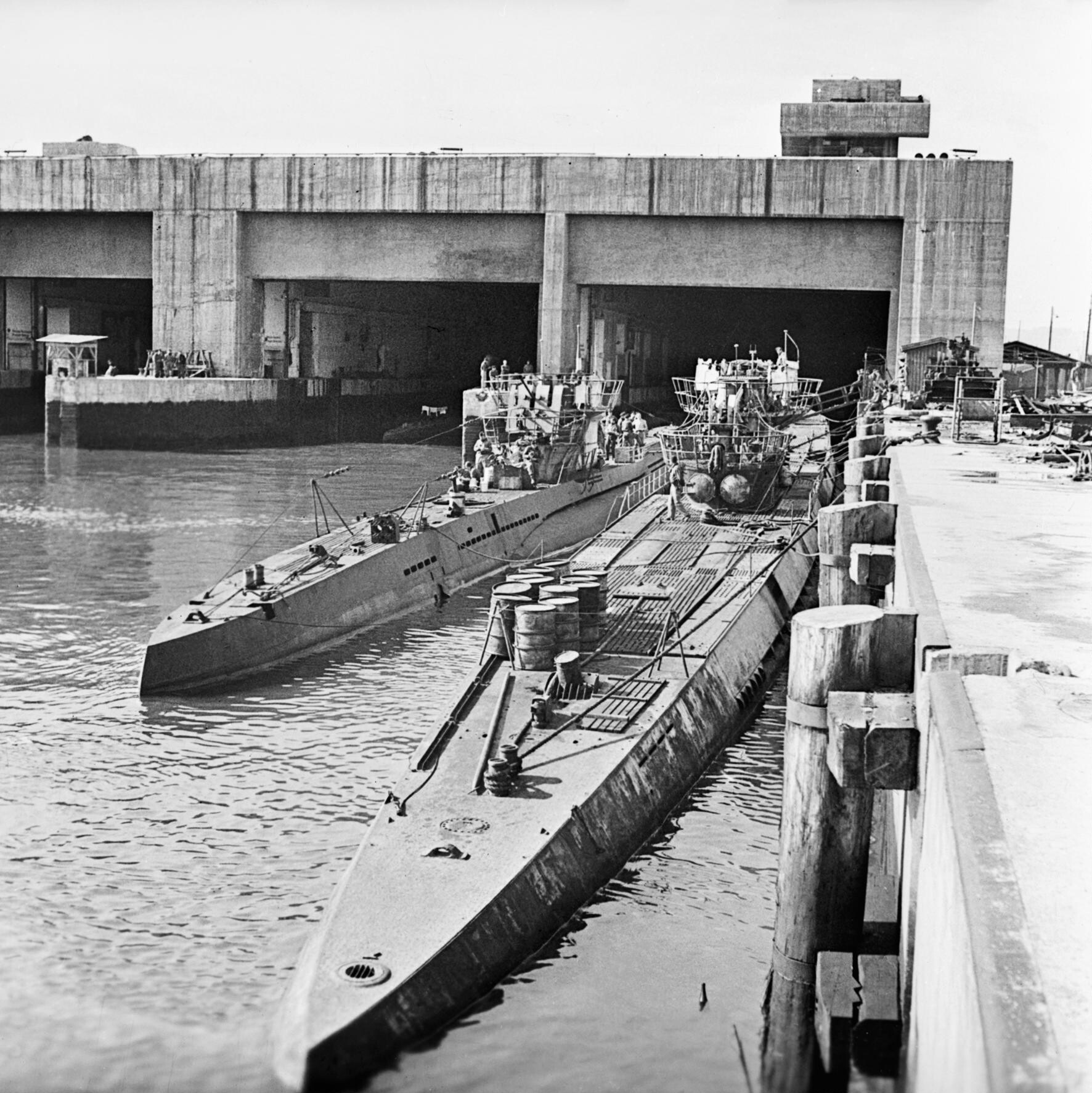
1945年、トロンハイム（Trondheim）の潜水艦ブンカー前に停泊するVII型とIX型のUボート。

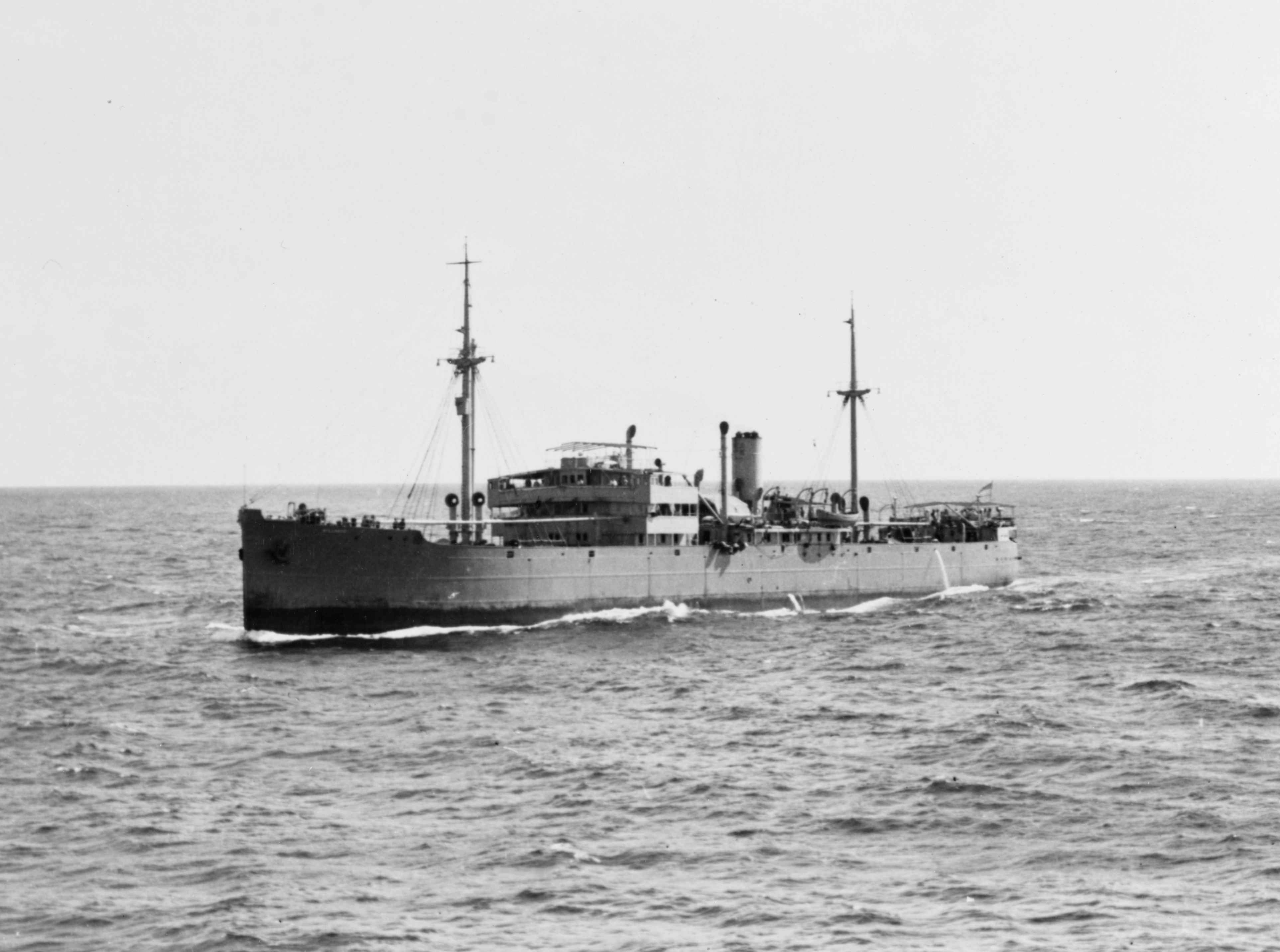
ドイツは、自勢力圏で確保が困難な軍需物資（タングステン、天然ゴム等）を入手するため、極東の日本勢力圏との間で封鎖突破船と呼ばれる輸送船を運航した。写真はその一隻オーデンワルト

1939年、ポーランドに侵攻したドイツに対し、英仏は宣戦布告。ヒトラーにとっても、このタイミングでのイギリスとの開戦は青天の霹靂だったが、海軍にとっても、Z計画がほとんど進展していない状況での開戦となってしまった。ヴェルサイユ条約破棄後、ヒトラーは英仏の有力な海軍力に対抗するため、Z計画を始めとした大規模な建艦計画を承認した。しかし計画達成を1944年としたため（ヒトラーは「対英戦争は1945年まではない」と海軍側に説明していた）予想外の第二次世界大戦の開戦とともに、Uボート建造の拡大から大型艦艇の建造は遅れた。
この時点でドイツ海軍が保有する主力艦は巡洋戦艦2、ポケット戦艦3、重巡洋艦2、軽巡洋艦6であり、またポケット戦艦といわれたドイチュラント級は実質的には重巡洋艦でありイギリスの戦艦と正面切って戦う力はなく、シャルンホルスト級は高速ながら火力に乏しく、ビスマルク級も完成当時は世界最大の戦艦であったが、ヴェルサイユ条約のため、新造艦の建造数が少なく、設計が古かったことが災いして同時期の各国の新鋭戦艦に比べれば問題のある艦であった。また航空母艦もなく、重巡洋艦、軽巡洋艦、駆逐艦も十分ではなかった。後述の如く、空軍との対立故に海軍航空隊も弱体であり、尚且つ空軍も海上での戦闘を得意とするアメリカのF4Fのような巡航性能に優れた単発戦闘機を実戦配備どころか開発すら行っていなかったため、海上の制空能力は皆無に等しかった。ドイツ海軍を率いるレーダー提督はこの状況を「いまや海軍は勇敢に死ぬことを知っているだけだ」と表現したという。Uボートは開戦と同時にイギリスの海上補給路を攻撃し始めた。ドイツ海軍は水上艦艇も通商破壊戦に投入し、開戦数カ月でアトミラル・グラーフ・シュペーは数万トンに達する戦果を挙げた。Uボートはイギリスを崩壊寸前まで追い詰めた。後にチャーチルは「私が大戦中に恐れたのはUボートの脅威のみである」と語った。
第二次世界大戦におけるドイツ海軍の基本は通商破壊戦である。開戦時にドイツ海軍が保有する大型艦はわずかであり、まともにイギリス海軍に挑めるはずもなかった。イギリス沿岸に対して攻勢的機雷敷設作戦を実施したほか、大西洋を中心にノルウェー海や地中海、遠くはインド洋までUボートによる群狼作戦を行い、ポケット戦艦、仮装巡洋艦を派遣し、連合軍輸送船団を攻撃した。イギリス海峡ではSボートによる襲撃を行っている。英米もこれに対処するために輸送船に駆逐艦を付けたり、護衛空母を付けたりした。特に戦争終盤はUボート側の損害が増大し、最終的な戦果のバランスシートは意外なほどに低いものとなっている。バレンツ海海戦での海軍の対応に激怒したヒトラーは、水上艦隊の解体を宣言した。ドイツ海軍総司令官エーリッヒ・レーダーは権威が失われたと辞職し、後任のUボート戦の司令官であったカール・デーニッツは、水上艦艇の存在の重要性を説き、ヒトラーの命令を事実上撤回させた。しかし、乏しくなった資源は水上艦艇より潜水艦の建造や修理に割り当てられてゆき、さらに英軍の攻撃により艦隊は消耗を続け、シャルンホルストの沈没した1943年12月のクリスマスに起きた北岬沖海戦以降、戦争末期のソ連軍からのドイツ難民救出作戦（ハンニバル作戦）まで戦艦、重巡洋艦等の大型艦に目立った活動はない。これに対し、駆逐艦、水雷艇やSボートなどの小艦艇による沿海域での作戦行動は、各戦域で常に行われていた。
ドイツの造艦技術は、ヴェルサイユ条約による建艦制限のため様々な技術的停滞の影響を受けた。上部構造物が大きくトップヘビーの傾向がある艦が少なくなかった点はその一つ。

#### ドイツ海軍の空母と海軍航空部隊
レーダー提督は空母の必要性を痛感しており、そのため海軍航空隊の設立と空母の建造をヒトラーに要求してはいたが、Z計画でも僅か４隻に留まるにもかかわらず、ポケット戦艦の後継艦の装甲艦は12隻も計画されていた。空軍側も空母航空隊の管轄問題で非協力的な態度を示した為に計画は遅延し、最終的には艦載機が空軍の所属となる事で決着した。グラーフ・ツェッペリンは1940年にはほぼ完成したが建造が中止され、85-90%の完成状態のままに置かれていた。艦載機はその航続力を生かして陸上に配備された。1942年に再開されたが、1943年に再び建造中止された為、1945年1月に自沈した。1942年に空母改装が決定したウェーザー（アドミラル・ヒッパー級4番艦、ザイドリッツを建造中に改装）は20cm主砲塔２基を撤去した段階で放置されたまま終戦まで係留されていた。

## 組織

### 海軍総司令部
- 海軍総司令官（Oberbefehlshaber der Kriegsmarine）
- 海軍総司令部参謀長（Chefs des Stabes, OKM）
- 艦隊司令部/艦隊司令官（Flottenchef）
- 海軍軍令部（Seekriegsleitung）
  - 海軍軍令部参謀長（Chef des Stabes der Seekriegsleitung）
- 海軍兵器局（Marinewaffenamt）
- 海軍司令部局（Marinekommandoamt）
- 建造局（Konstruktionsamt）

### 海軍集団司令部
ドイツ国防軍海軍は海軍集団司令部（Marinegruppenkommando）を最大の地域単位とした。
- 東部海軍集団司令部（Marinegruppenkommando Ost）
- 西部海軍集団司令部（Marinegruppenkommando West）
- 南部海軍集団司令部（Marinegruppenkommando Süd）
- 北部海軍集団司令部（Marinegruppenkommando Nord）
- イタリア・ドイツ海軍司令部（Deutsches Marinekommando Italien）

### タイプ司令部
- 水上艦艇司令官→巡洋艦司令官
- 駆逐艦司令官
- 潜水艦司令官
- 魚雷艇司令官
- 攻撃艇司令官
- モーターボート司令官